# Sample-Nunatakker
Die Sample-Nunatakker sind eine Gruppe von Nunatakkern im ostantarktischen Viktorialand. Sie ragen am Zusammenfluss des Lovejoy- und des Harlin-Gletschers in den Usarp Mountains auf. 
Das Advisory Committee on Antarctic Names benannte sie 1964 nach Gerald M. Sample (1938–1989), Funker der United States Navy an Bord einer R4D im Dienste des United States Geological Survey bei dessen antarktischen Forschungskampagnen der Jahre 1961 bis 1962 und 1962 bis 1963, bei denen unter anderem das Gebiet der Nunatakker vermessen wurde.